# Cotesbach
 (octobre 2023).
Cotesbach est une paroisse civile et un village du Leicestershire, en Angleterre.